# Chiesa della Natività di San Giovanni Battista (Tirolo, Italia)
La chiesa della Natività di San Giovanni Battista o semplicemente chiesa di San Giovanni Battista (in tedesco Kirche St. Johannes der Täufer) è la parrocchiale a Tirolo (Tirol) in Alto Adige. Appartiene al decanato di Merano-Passiria della diocesi di Bolzano-Bressanone e risale al XII secolo.

## Descrizione
La chiesa è un monumento sottoposto a provvedimento di vincolo col numero 17557 nella provincia autonoma di Bolzano.